# Villanófar
Villanófar es una pedanía del municipio de Gradefes en la provincia de León, comunidad autónoma de Castilla y León, en España.

## Toponimia
La evolución del nombre y origen de Villanofar.
Anteriormente se conoce con el nombre de Villa Noufar 
Y en otros escritos Villa Nofal.
En 1131 aparece reflejado con el nombre de Villa nofal.
En el año 1463 aparece con el nombre de Villanófale
En el año 1753 aparece registrado con el nombre de Santiago de Villanofar.

## Geografía
El pueblo forma parte de la ribera del Esla y está situado a 20 km de la montaña leonesa, la cordillera Cantábrica, que empieza en la localidad de Cistierna.

## Historia
Debido a estar bajo posesión de algún caballero o Conde el pueblo en ciertos documentos aparece reflejado con el nombre de Villa Noufar y en otros escritos Villa Nofal.

### Edad Media
En 1071 aparece una carta de donación de las tierras pertenecientes al Conde Flácido Fernández.

En 1131 en una carta de donación aparece reflejado con el nombre de Villa Nofal.

### Edad Moderna
Según el Patrón de Vecindad de Rueda en el año 1590, contaba con una población de 35 vecinos: 2 y medio hidalgos y 32 y medio pecheros.

En el año 1753 aparece registrado con el nombre de Santiago de Villanofar, perteneciente a la entidad de Rueda del Almirante / Gradefes, antigua provincia de Valladolid.

También según escritos de 1753 Villanofar era un Señorío perteneciente a la Duquesa de Alba, María Teresa Álvarez de Toledo y Haro.

## Economía
La agricultura y ganadería en la ribera del río Esla son las principales actividades que se han realizado en el pueblo desde sus inicios. Destaca el cultivo de cereales y la ganadería ovina y bovina.

## Festividad
La fiesta de Villanófar es del día de San Miguel (29 de septiembre) aunque en el día de Santiago (25 de julio y el 26 -Santa Ana-) y la víspera se celebran las fiestas más multitudinarias del pueblo.

## Lugares
La Iglesia.
La Penilla.
La fuente de los Moros.